# The Best of ZZ Top
The Best of ZZ Top é uma compilação da banda americana de blues-rock ZZ Top, lançado em 21 de Março de 1977.

## Faixas
Todas as faixas por Billy Gibbons, Dusty Hill e Frank Beard, exceto onde assinado.

### Lado A
1. "Tush" – 2:14
  - Originalmente do Fandango! (1975)
2. "Waitin' for the Bus" (Gibbons, Hill) – 2:59
  - Originalmente do Tres Hombres (1973)
3. "Jesus Just Left Chicago" – 3:29
  - Originalmente do Tres Hombres (1973)
4. "Francine" (Gibbons, Kenny Cordray, Steve Perron) – 3:33
  - Originalmente do Rio Grande Mud (1972)
5. "Just Got Paid" (Gibbons, Bill Ham) – 4:27
  - Originalmente do Rio Grande Mud (1972)

### Lado B
1. "La Grange" – 3:51
  - Originalmente do Tres Hombres (1973)
2. "Blue Jean Blues" – 4:42
  - Originalmente do Fandango! (1975)
3. "Backdoor Love Affair" (Gibbons, Ham) – 3:20
  - Originalmente do ZZ Top's First Album (1971)
4. "Beer Drinkers and Hell Raisers" – 3:23
  - Originalmente do Tres Hombres (1973)
5. "Heard it on the X" – 2:23
  - Originalmente do Fandango! (1975)

## Banda
- Billy Gibbons: guitarra e vocal
- Dusty Hill: baixo
- Frank Beard: bateria